# Seznam sokolských jednot v Praze
Seznam sokolských jednot v Praze obsahuje jednoty českého tělovýchovného spolku Sokol v Praze rozdělené do tří žup.

## Seznam

### Župa Podbělohorská
- T.J. Sokol Praha - Bílá Hora
- T.J. Sokol Praha - Břevnov-Hradčany
- T.J. Sokol Praha - Bubeneč
- T.J. Sokol Praha - Čimice
- T.J. Sokol Praha - Dejvice I.
- T.J. Sokol Praha - Hanspaulka
- T.J. Sokol Praha - Hlubočepy
- T.J. Sokol Praha - Chuchle
- T.J. Sokol Praha - Kampa
- T.J. Sokol Praha - Malá Strana
- T.J. Sokol Praha - Nebušice
- T.J. Sokol Praha - Řeporyje
- T.J. Sokol Praha - Střešovice
- T.J. Sokol Praha - Suchdol - Sedlec
- T.J. Sokol Praha - Troja
- T.J. Sokol Praha VII

### Župa Jana Podlipného
- T.J. Sokol Praha - Čakovice
- T.J. Sokol Praha - Dolní Chabry
- T.J. Sokol Praha - Dubeč
- T.J. Sokol Praha - Hloubětín
- T.J. Sokol Praha - Hostivař
- T.J. Sokol Praha - Karlín
- T.J. Sokol Praha - Kbely
- T.J. Sokol Praha - Kobylisy II.
- T.J. Sokol Praha - Královské Vinohrady
- T.J. Sokol Praha - Libeň
- T.J. Sokol Praha - Libuš
- T.J. Sokol Praha - Malešice
- T.J. Sokol Praha - Prosek
- T.J. Sokol Praha - Satalice
- T.J. Sokol Praha - Vinoř
- T.J. Sokol Praha - Vršovice
- T.J. Sokol Praha - Vysočany
- T.J. Sokol Praha - Žižkov II - Jarov
- T.J. Sokol Praha Staré Město

### Župa Pražská - Scheinerova
- T.J. Sokol I. Smíchov
- T.J. Sokol Praha - Braník I.
- T.J. Sokol Praha - Háje
- T.J. Sokol Praha - Hodkovičky
- T.J. Sokol Praha - Krč
- T.J. Sokol Praha - Kunratice
- T.J. Sokol Praha - Lhotka
- T.J. Sokol Praha - Margareta
- T.J. Sokol Praha - Michle
- T.J. Sokol Praha - Modřany
- T.J. Sokol Praha - Nusle
- T.J. Sokol Praha - Pankrác
- T.J. Sokol Praha - Petrovice I.
- T.J. Sokol Praha - Podolí
- T.J. Sokol Praha - Radotín
- T.J. Sokol Praha - Smíchov II.
- T.J. Sokol Praha - Vršovice II.
- T.J. Sokol Praha - Vyšehrad
- T.J. Sokol Praha - Záběhlice
- T.J. Sokol Praha - Zbraslav
- T.J. Sokol Praha - Zlíchov
- T.J. Sokol Praha - Žižkov I.
- T.J. Sokol Praha Spořilov - Roztyly
- T.J. Sokol Pražský